# The Hungry Heart
The Hungry Heart er en amerikansk stumfilm fra 1917 af Robert G. Vignola.

## Medvirkende
- Pauline Frederick som Courtney Vaughan.
- Howard Hall som Richard Vaughan.
- Robert Cain som Basil Gallatin.
- Helen Lindroth som Nanny.
- Eldean Steuart som Winchie.